# Vernice bianca
Vernice bianca est le terme italien désignant un enduit utilisé anciennement pour le traitement des objets en bois. Il a pour principale fonction d'isoler le bois du milieu extérieur. Il semble avoir été utilisé en lutherie à l'époque classique pour imperméabiliser et durcir les instruments, scellant efficacement les pores du bois et les isolant ainsi du vernis proprement dit. Il est composé d'un mélange de protéines extraites du blanc d'œuf (albumine), de gomme arabique et de miel.
Voici un exemple possible de préparation (F. Sacconi) :
1. Dissoudre, à feu doux, au bain-marie, 25 grammes de gomme arabique, une demi cuillère a café de sucre en poudre (blanc / roux / candy), un quart de cuillère a café de miel. Filtrer après dilution complète, et laisser refroidir.
2. Battre en neige le blanc d'un œuf, laisser reposer un peu et recueillir le liquide se déposant sous le blanc.
3. Mélanger les préparations obtenues en 1 et 2 et utiliser frais. Ne pas conserver pour un usage ultérieur.